# Colorado City (Arizona)
Colorado City es un pueblo ubicado en el condado de Mohave en el estado estadounidense de Arizona. En el Censo de 2010 tenía una población de 4821 habitantes y una densidad poblacional de 179,97 personas por km².

## Geografía
Colorado City se encuentra ubicado en las coordenadas 36°58′12″N 112°59′7″O / 36.97000, -112.98528. Según la Oficina del Censo de los Estados Unidos, Colorado City tiene una superficie total de 26.79 km², de la cual 26.77 km² corresponden a tierra firme y (0.08%) 0.02 km² es agua. Se encuentra en una de las zonas más remotas del estado, la llamada Franja de Arizona.

## Demografía
Según el censo de 2010, había 4.821 personas residiendo en Colorado City. La densidad de población era de 179,97 hab./km². De los 4.821 habitantes, Colorado City estaba compuesto por el 99.46% blancos, el 0.08% eran afroamericanos, el 0.02% eran amerindios, el 0.02% eran asiáticos, el 0% eran isleños del Pacífico, el 0.25% eran de otras razas y el 0.17% pertenecían a dos o más razas. Del total de la población el 0.58% eran hispanos o latinos de cualquier raza.